# Stazione di Pietra Ligure
Stazione di Pietra Ligure vasútállomás Olaszországban, Pietra Ligure településen.

## Vasútvonalak
Az állomást az alábbi vasútvonalak érintik:
- Genova–Ventimiglia-vasútvonal

## Kapcsolódó állomások
A vasútállomáshoz az alábbi állomások vannak a legközelebb:
- Stazione di Loano
- Stazione di Borgio Verezzi